# Recht auf Selbstauskunft
Das Recht auf Selbstauskunft ist ein Begriff aus dem Datenschutzrecht. Art. 15 der seit dem 25. Mai 2018 anwendbaren europäischen Datenschutz-Grundverordnung und normiert das Auskunftsrecht der betroffenen Person, von dem Verantwortlichen Auskunft über die von diesem über die betroffene Person verarbeiteten personenbezogenen Daten zu erlangen. Der Verantwortliche muss eine Kopie der betreffenden Daten zur Verfügung stellen.

## Deutschland

### Hintergrund
Das Recht auf Selbstauskunft leitet sich aus dem Grundrecht auf informationelle Selbstbestimmung her. Dieses Grundrecht beinhaltet unter anderem das Recht, darüber informiert zu werden, welche personenbezogenen Daten jemand anderes über einen selber gespeichert hat. Dabei ist das Recht auf Selbstauskunft aus tatsächlichen Gründen meist die Voraussetzung für die Geltendmachung weiterer Ansprüche (Sperren, Löschen bzw. Berichtigen der gespeicherten Daten).
Selbstauskünfte können mündlich, schriftlich in freier Form oder anhand eines Fragebogens erfolgen (Beispiele: Schufa-Selbstauskunft und HIS-Selbstauskunft).

### Gesetzliche Regelung
Das Recht ist in den §§ 34 und 57 des Bundesdatenschutzgesetzes (BDSG) festgelegt.

### Aufsichtsbehörde
§ 14 Absatz 1 BDSG
„Die oder der Bundesbeauftragte hat neben den in der Verordnung (EU) 2016/679 genannten Aufgaben die Aufgaben,
1. die Anwendung dieses Gesetzes und sonstiger Vorschriften über den Datenschutz, einschließlich der zur Umsetzung der Richtlinie (EU) 2016/680 erlassenen Rechtsvorschriften, zu überwachen und durchzusetzen, ...“